# Голость
Голость (от лат. glaber «лысый», «безволосый», «бритый», «гладкий») — биологический термин, обозначающий отсутствие волос, пуха, щетинок, трихом или другого подобного покрытия. Голая поверхность может быть естественной характеристикой всего или части растения или животного или быть результатом потери из-за физического состояния, такого как универсальная алопеция у людей, из-за которой волосы выпадают или не растут снова.

## В ботанике

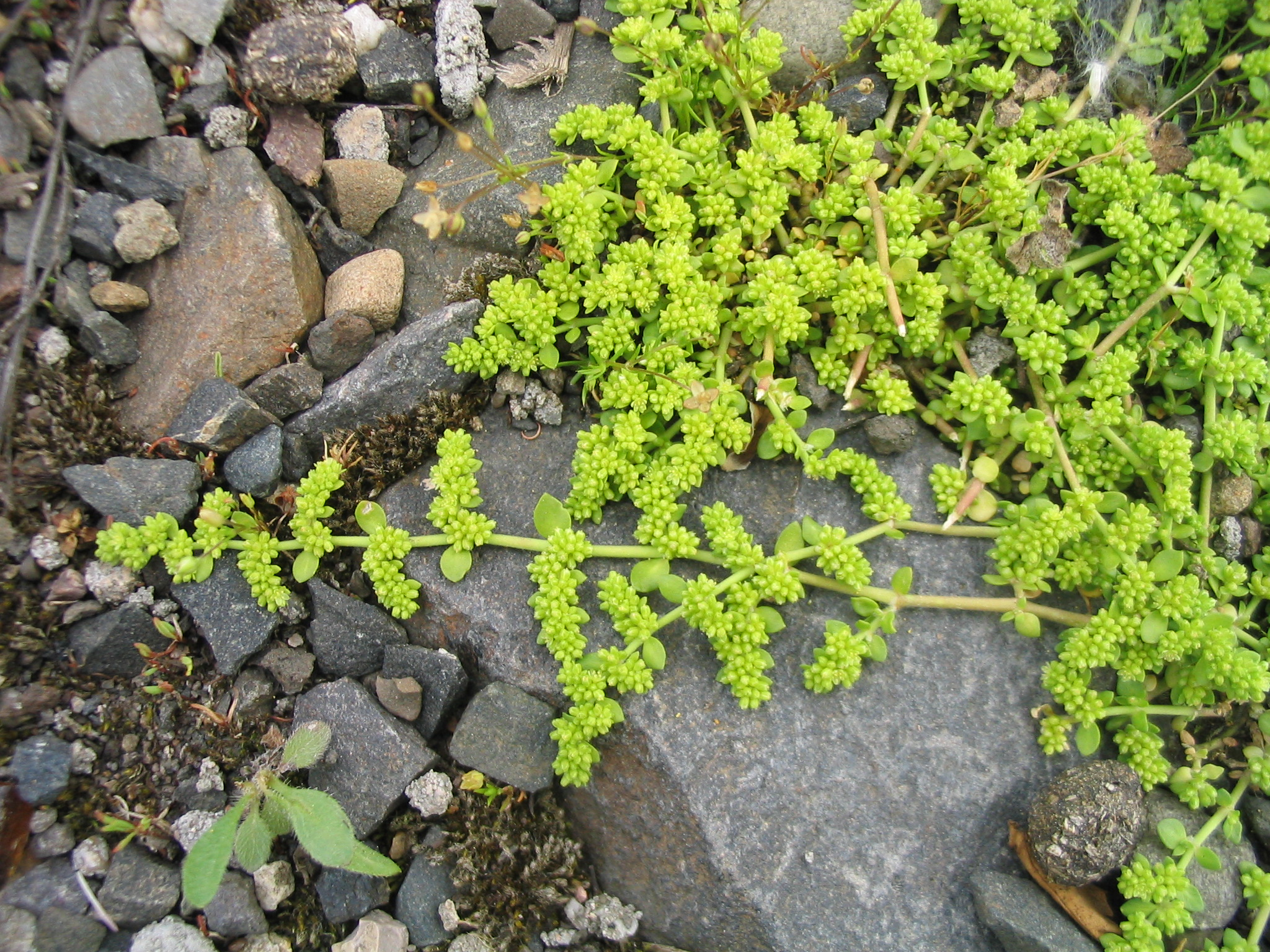
Грыжник гладкий (Herniaria glabra) — стелющееся растение с голыми листьями и стеблями.

Голые (лат. glaber) листья, стебли и плоды обычно упоминаются в определителях растений; в ботанике и микологии, голая морфологическая особенность поверхности — это гладкая и может быть глянцевой. Этот характеристика обозначает отсутствие щетинок или волосовидных структур, таких как трихомы, «совершенно лишённый опушения». Ни в каком зоологическом смысле ни у растений, ни у грибов нет волос или шерсти, хотя некоторые структуры могут напоминать такие материалы.
В случае наличия волосовидных структур орган может называться:
- опушённый,
- ворсинчатый (лат. villosus) — опушенный мягкими волосками[2],
- щетинистоволосистый (лат. hispidus) — усеянный жёсткими щетинками[2],
- войлочный (лат. tomentosum) — покрытый перепутанными едва заметными ворсинками и поэтому чаще беловатый; например у морских и степных, открытых ветрам растений[4],
- шерстистый (лат. lanatum) — как бы затянутый паутиной[5],
- волосистый (лат. pilosum) — с поверхностью, покрытой отдельными удлиненными волосками[5],
- шиповатый (лат. aculeatum), когда пластинка листа покрыта жесткими колючими остроконечнями[5].

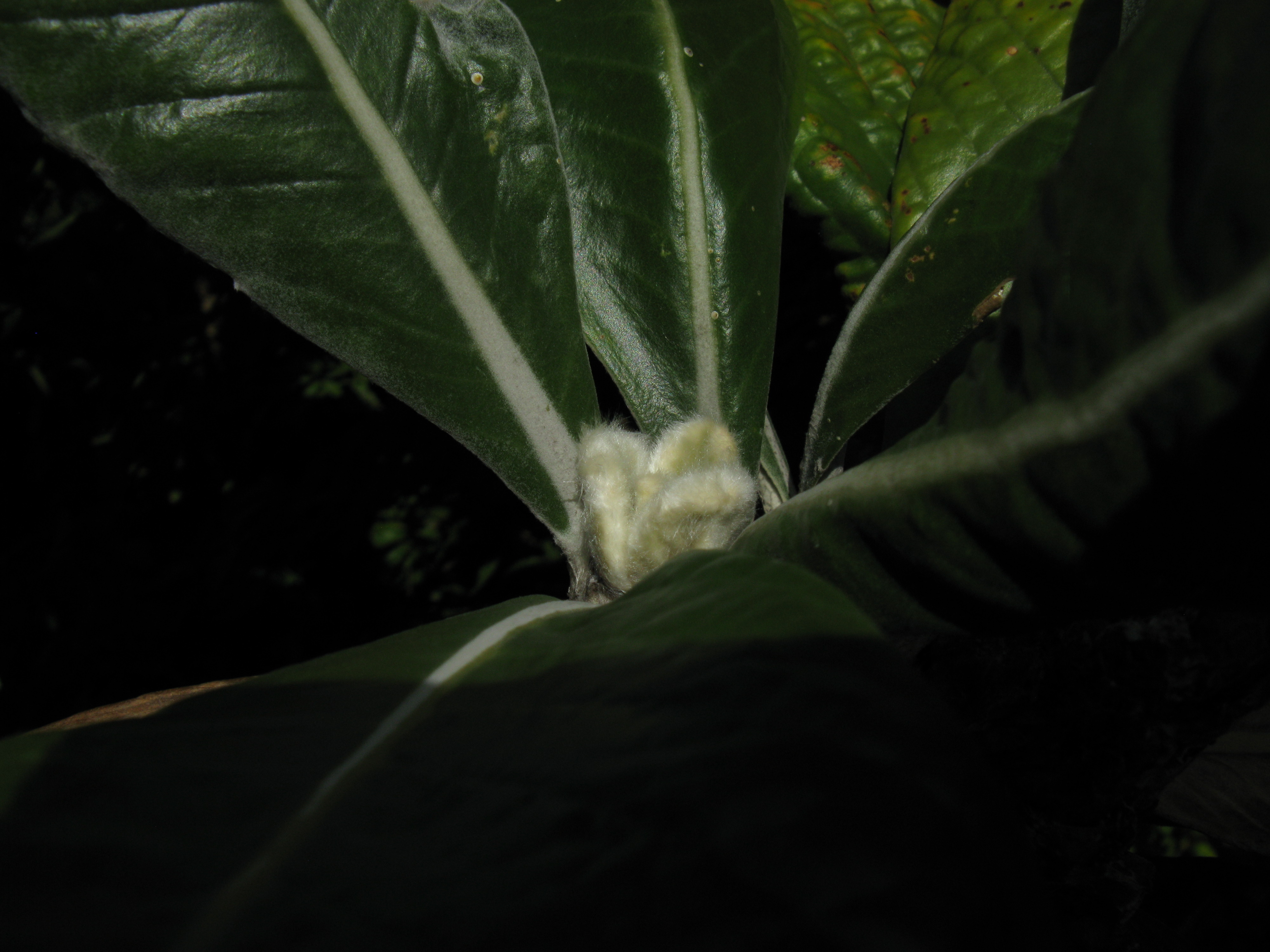
Листья Ольденбургия большая|ольденбургии большой (Oldenburgia grandis) оголяющиеся: выходящие из почек, они густо войлочно опушённые, с густым волосяным покровом, но их верхняя поверхность голая; как видно здесь, они теряют свой белый войлок по мере взросления

Термин «голый» строго применяется только к признакам, на которых всегда отсутствуют трихомы. Когда орган сначала несёт трихомы, но теряет их с возрастом, используется термин оголяющийся (лат. glabrescent).
У модельного растения Arabidopsis thaliana образование трихом инициируется белком GLABROUS1. Нокауты соответствующего гена приводят к голым растениям. Этот фенотип уже использовался в экспериментах по редактированию генов и может представлять интерес в качестве визуального маркера для исследований растений с целью улучшения методов редактирования генов, таких как CRISPR/Cas9.

### В значенииnudus
Голый в отношении цветка или имеет иное значение: голый цветок (лат. nudus flos) — это цветок без чашечки, но с венчиком; или же цветок с отсутствующим околоцветником, например, цветки ивы или белокрыльника.
Голый (лат. nudus) в отношении ствола, побега или стебля применяется в значении «лишённый листьев».

## В зоологии

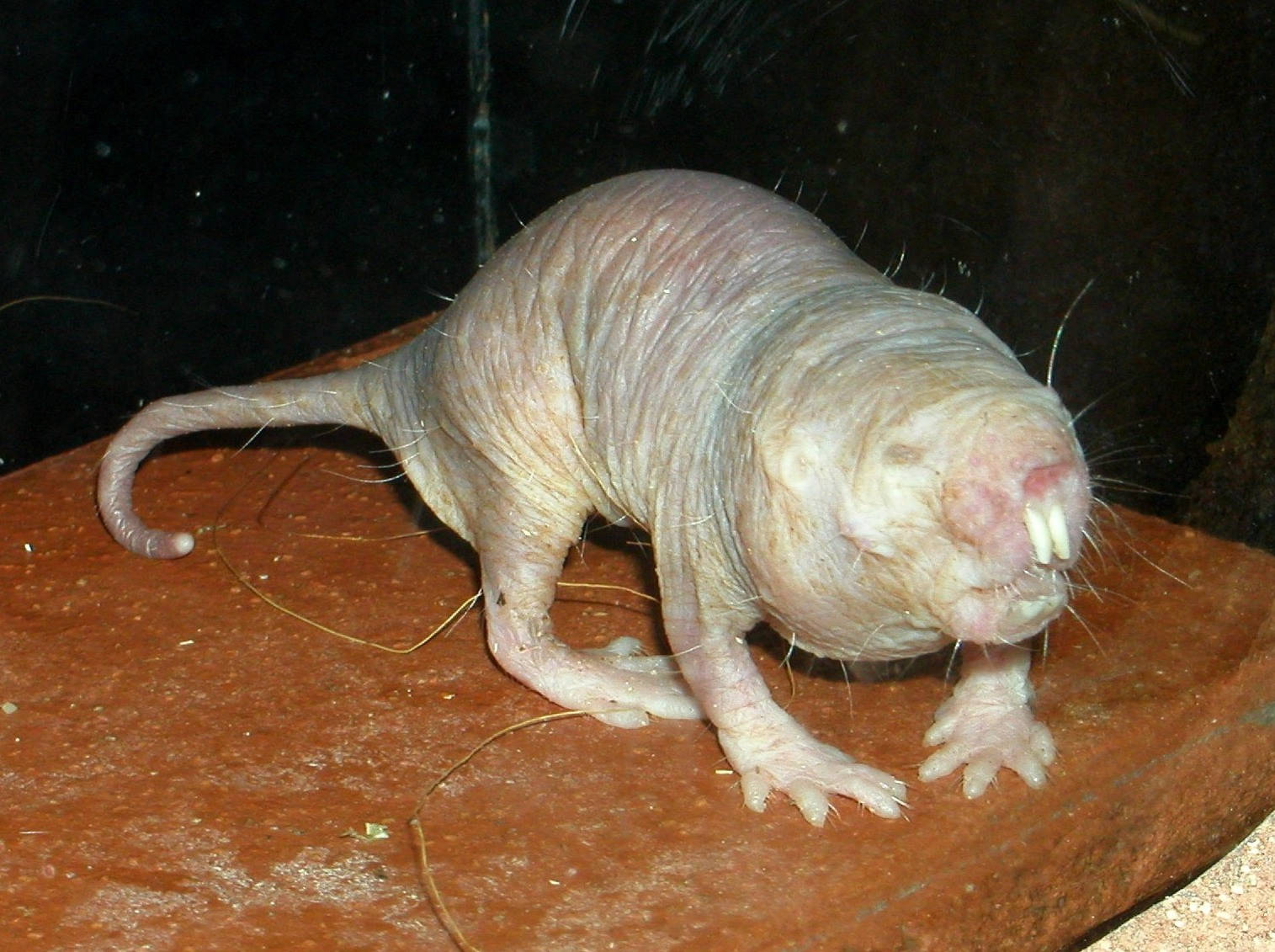
Голый землекоп (Heterocephalus glaber) в зоопарке

В той или иной степени большинство млекопитающих имеют некоторые участки кожи без естественных волос. На человеческом теле голая кожа находится на вентральной части пальцев, ладонях, подошвах ног и губах, которые являются частями тела, наиболее тесно связанными с взаимодействием с окружающим миром , как и малые половые губы и головка полового члена. В гладкой коже человека имеется четыре основных типа механорецепторов: тельца Пачини, тельца Мейснера, диски Меркеля и тельца Руффини.
У голого землекопа (Heterocephalus glaber) развилась кожа, в целом лишенная пелагического волосяного покрова, но сохранились длинные, очень редко разбросанные осязательные волоски по всему телу.  Голота — это черта, которая может быть связана с неотенией.
В энтомологии термин голый используется для обозначения тех частей тела насекомого, на которых отсутствуют щетинки или чешуя.